# Kovačići (Novi Travnik, BiH)
Kovačići su naseljeno mjesto u općini Novi Travnik, Federacija Bosne i Hercegovine, BiH.

## Stanovništvo

### 1991.
Nacionalni sastav stanovništva 1991. godine, bio je sljedeći:
ukupno: 289
- Hrvati - 288
- Srbi - 1

### 2013.
Nacionalni sastav stanovništva 2013. godine, bio je sljedeći:
ukupno: 42
- Hrvati - 41
- ostali, neopredijeljeni i nepoznato - 1